# Charnay (Doubs)
Charnay és un municipi francès situat al departament del Doubs i a la regió de Borgonya - Franc Comtat. L'any 2007 tenia 439 habitants.

## Demografia

### Població
El 2007 la població de fet de Charnay era de 439 persones. Hi havia 156 famílies de les quals 24 eren unipersonals (4 homes vivint sols i 20 dones vivint soles), 56 parelles sense fills, 72 parelles amb fills i 4 famílies monoparentals amb fills.
La població ha evolucionat segons el següent gràfic:
Habitants censats

### Habitatges
El 2007 hi havia 178 habitatges, 163 eren l'habitatge principal de la família, 8 eren segones residències i 7 estaven desocupats. 170 eren cases i 6 eren apartaments. Dels 163 habitatges principals, 146 estaven ocupats pels seus propietaris, 12 estaven llogats i ocupats pels llogaters i 5 estaven cedits a títol gratuït; 3 tenien dues cambres, 13 en tenien tres, 38 en tenien quatre i 109 en tenien cinc o més. 161 habitatges disposaven pel capbaix d'una plaça de pàrquing. A 60 habitatges hi havia un automòbil i a 97 n'hi havia dos o més.

### Piràmide de població
La piràmide de població per edats i sexe el 2009 era:
| Homes | Edats   | Dones |
| ----- | ------- | ----- |
| 0     | 95 o +  | 0     |
| 0     | 90 a 94 | 0     |
| 0     | 85 a 89 | 0     |
| 0     | 80 a 84 | 0     |
| 4     | 75 a 79 | 0     |
| 12    | 70 a 74 | 4     |
| 8     | 65 a 69 | 12    |
| 0     | 60 a 64 | 12    |
| 12    | 55 a 59 | 4     |
| 24    | 50 a 54 | 16    |
| 16    | 45 a 49 | 20    |
| 16    | 40 a 44 | 32    |
| 24    | 35 a 39 | 16    |
| 20    | 30 a 34 | 4     |
| 4     | 25 a 29 | 12    |
| 20    | 20 a 24 | 16    |
| 32    | 15 a 19 | 16    |
| 12    | 10 a 14 | 36    |
| 20    | 5 a 9   | 16    |
| 0     | 0 a 4   | 12    |

## Economia
El 2007 la població en edat de treballar era de 310 persones, 224 eren actives i 86 eren inactives. De les 224 persones actives 205 estaven ocupades (111 homes i 94 dones) i 19 estaven aturades (6 homes i 13 dones). De les 86 persones inactives 43 estaven jubilades, 26 estaven estudiant i 17 estaven classificades com a «altres inactius».

### Ingressos
El 2009 a Charnay hi havia 174 unitats fiscals que integraven 476 persones, la mediana anual d'ingressos fiscals per persona era de 20.274 €.

### Activitats econòmiques
Dels 10 establiments que hi havia el 2007, 6 eren d'empreses de construcció, 2 d'empreses de comerç i reparació d'automòbils, 1 d'una empresa de transport i 1 d'una empresa d'informació i comunicació.
Dels 5 establiments de servei als particulars que hi havia el 2009, 1 era un taller de reparació d'automòbils i de material agrícola, 1 paleta, 1 guixaire pintor i 2 lampisteries.
L'any 2000 a Charnay hi havia 4 explotacions agrícoles.

## Equipaments sanitaris i escolars
El 2009 hi havia una escola elemental.

## Poblacions més properes
El següent diagrama mostra les poblacions més properes.